# Yantsū
Yantsū (jap. 安三) ist eine Kata (Karate) aus dem Kyokushin Kaikan. Sie steht für die Reinheit der eigenen Ideale und Prinzipien.

## Beschreibung der Kata
Yantsū ist eine höhere Kata aus der Shōrei-ryū-Schule. Woher sie genau kommt, kann man heute nicht mehr feststellen. Der Schwerpunkt der Kata sind Täuschungsmanöver und Abwehrtechniken.
Die Yantsū wird zum 1. Kyū geprüft.